# Omiodes maia
Omiodes maia is een vlinder uit de familie van de grasmotten (Crambidae), uit de onderfamilie van de Spilomelinae. De wetenschappelijke naam van deze soort is voor het eerst voorgesteld door Otto Herman Swezey in een publicatie uit 1909.
De soort komt voor in Hawaï.